# Pavlov (cráter)

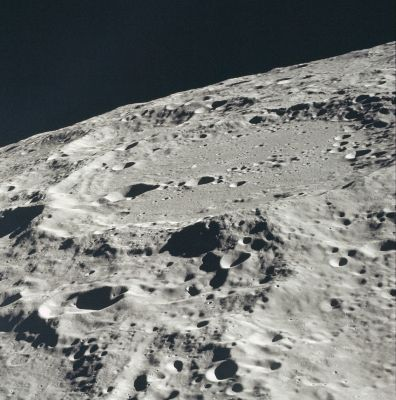
Vista oblicua de Pavlov mirando al sur, desde el Apolo 17

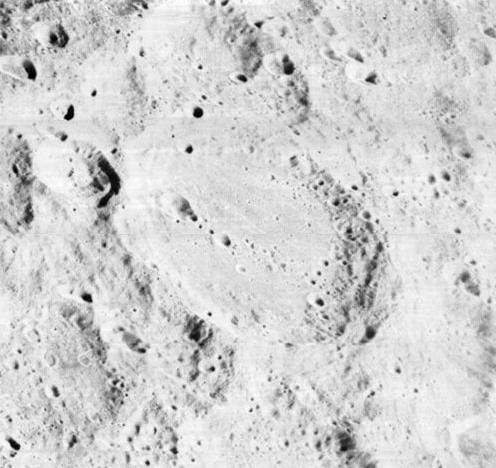
Imagen oblicua de la misión Lunar Orbiter 2, mirando al sur

Pavlov es un gran cráter de impacto perteneciente a la cara oculta de la Luna. Situado justo al norte-noreste aparece el cráter Levi-Civita, mientras que al sureste se halla Jules Verne.
|  |

El borde exterior de Pavlov muestra signos de desgaste, con daños apreciables en algunos lugares. Presenta protuberancias exteriores en el borde sur y este, y protuberancias más pequeñas en el lado occidental. Varios pequeños cráteres se encuentran en las paredes intnas y el suelo interior. Pavlov H está situado en el borde este-sureste del suelo interior. Una pequeña cadena de cráteres conduce al noroeste de este cráter satélite, culminando en un cráter en forma de lágrima al este del punto medio de Pavlov. También se localizan pequeños cráteres en forma de copa en los sectores sureste del borde y noroeste del piso. Donde no está marcado por pequeños cráteres, el suelo interior de Pavlov es relativamente plano y llano.

## Cráteres satélite
Por convención estos elementos son identificados en los mapas lunares poniendo la letra en el lado del punto medio del cráter que está más cercano a Pavlov.
|        | \| Pavlov \| Coordenadas \| Diámetro \| \| ------ \| ------------------------------- \| -------- \| \| G \| 29°06′S 145°24′E / -29.1, 145.4 \| 43 km \| \| H \| 28°36′S 143°30′E / -28.6, 143.5 \| 18 km \| \| M \| 32°18′S 141°48′E / -32.3, 141.8 \| 74 km \| \| P \| 33°42′S 139°30′E / -33.7, 139.5 \| 44 km \| \| T \| 28°00′S 138°00′E / -28.0, 138.0 \| 46 km \| \| V \| 26°42′S 138°00′E / -26.7, 138.0 \| 38 km \| |          |
| Pavlov | Coordenadas | Diámetro |
| G      | 29°06′S 145°24′E / -29.1, 145.4 | 43 km    |
| H      | 28°36′S 143°30′E / -28.6, 143.5 | 18 km    |
| M      | 32°18′S 141°48′E / -32.3, 141.8 | 74 km    |
| P      | 33°42′S 139°30′E / -33.7, 139.5 | 44 km    |
| T      | 28°00′S 138°00′E / -28.0, 138.0 | 46 km    |
| V      | 26°42′S 138°00′E / -26.7, 138.0 | 38 km    |